# إليونورا بروزوال
إليونورا بروزوال كاتبة وصحفية فنزويلية. ألفت مع زوجها خوسيه لويس أوزكاتيغوي وهو طبيب نفسي وعالم أنثروبولوجي فنزويلي كتاب الجيوش: أبطال أم جبناء، وكتاب الرجال الذين قاموا بإثارة الجنس فيدل. كصحفية تساهم في عدد من الصحف الفنزويلية، ولديها مقطع إذاعي يومي يسمى «ترينشيرا» على راديو مامبي في ميامي (فلوريدا) وهي محررة بوابة معلومات تسمى جينتشينو.